# Groupement Sportif Pétrolier Algérie/Saison 2011
Dieser Artikel listet Erfolge und Mannschaft des Radsportteams Groupement Sportif Pétrolier Algérie in der Saison 2011 auf.

## Erfolge in der Africa Tour
| Datum            | Rennen                                         | Kat. | Fahrer          |
| ---------------- | ---------------------------------------------- | ---- | --------------- |
| 6. Mai           | Challenge du Prince – Trophée Princier         | 1.2  | Azzedine Lagab  |
| 23. Juni         | Algerische Meisterschaft – Einzelzeitfahren    | CN   | Azzedine Lagab  |
| 26. Juni         | Algerische Meisterschaft – Straßenrennen       | CN   | Youcef Reguigui |
| 26. Juni         | Algerische Meisterschaft – Straßenrennen (U23) | CN   | Youcef Reguigui |
| 28. Juni         | 2. Etappe Tour d’Algérie                       | 2.2  | Azzedine Lagab  |
| 29. Juni         | 3. Etappe Tour d’Algérie                       | 2.2  | Youcef Reguigui |
| 27. Juni–1. Juli | Gesamtwertung Tour d’Algérie                   | 2.2  | Azzedine Lagab  |
| 2. Juli          | Circuit d’Alger                                | 1.2  | Azzedine Lagab  |

## Mannschaft
| Name                | Geburtstag         | Nationalität | Team 2010        |
| ------------------- | ------------------ | ------------ | ---------------- |
| Abdellah Ben Youcef | 10. April 1987     | Algerien     | Neoprofi         |
| Fathi Bennabi       | 27. Juli 1990      | Algerien     | Neoprofi         |
| Mourad Faid         | 21. Juli 1987      | Frankreich   | Neoprofi         |
| Azzedine Lagab      | 18. September 1986 | Algerien     | Doha Team (2009) |
| Abdelmalek Madani   | 28. Februar 1983   | Algerien     | Doha Team (2009) |
| Youcef Reguigui     | 9. Januar 1990     | Algerien     | Neoprofi         |
| Redouane Salah      | 21. August 1979    | Algerien     | Neoprofi         |
| Khelil Tamarent     | 19. September 1979 | Algerien     | Neoprofi         |
| Lotfi Tchambaz      | 8. November 1985   | Algerien     | Neoprofi         |

## Platzierungen in UCI-Ranglisten
UCI Africa Tour 2011
|     | Fahrer              | Punkte |
| --- | ------------------- | ------ |
| 3.  | Azzedine Lagab      | 248,33 |
| 12. | Youcef Reguigui     | 104    |
| 31. | Abdellah Ben Youcef | 46     |
| 45. | Abdelmalek Madani   | 36,33  |
| 54. | Khelil Tamarent     | 29     |

UCI America Tour 2011
|      | Fahrer          | Punkte |
| ---- | --------------- | ------ |
| 326. | Youcef Reguigui | 5      |

UCI Europe Tour 2011
|      | Fahrer          | Punkte |
| ---- | --------------- | ------ |
| 601. | Youcef Reguigui | 21     |